# Sabir Wagapow
Sabir Achmiedjanowicz Wagapow (ros. Сабир Ахмедьянович Вагапов, baszk. Сабир Ваhапов Әхмәтйән улы, ur. 10 maja 1904 we wsi Duwan-Mieczetlino w guberni ufijskiej, zm. 13 sierpnia 1993 w Ufie) – radziecki i baszkirski polityk, przewodniczący Rady Komisarzy Ludowych/Rady Ministrów Baszkirskiej ASRR (1940-1946), członek KC KPZR (1952-1956).
Od 1926 w WKP(b), sekretarz odpowiedzialny Mieczetlińskiego Komitetu Rejonowego Komsomołu, 1936 ukończył Swierdłowską Akademię Przemysłową. 1939-1940 kierownik wydziału Baszkirskiego Komitetu Obwodowego WKP(b), od lutego 1940 do kwietnia 1946 przewodniczący Rady Komisarzy Ludowych/Rady Ministrów Baszkirskiej ASRR. Od 20 kwietnia 1946 do 9 grudnia 1953 I sekretarz Baszkirskiego Komitetu Obwodowego, później Baszkirskiego Komitetu Krajowego i ponownie Obwodowego WKP(b)/KPZR. Od 14 października 1952 do 14 lutego 1956 członek KC KPZR, szef Wydziału Kadr Sownarchozu Baszkirskiego Ekonomicznego Rejonu Administracyjnego. Deputowany do Rady Najwyższej ZSRR 3 kadencji, 1950-1954 członek Prezydium Rady Najwyższej ZSRR.

## Odznaczenia
- Order Lenina (czterokrotnie - 1943, 1944, 1948 i 1949)
- Order Czerwonego Sztandaru Pracy
- Order Czerwonej Gwiazdy (1945)